# 텍사스 토스트
텍사스 토스트(영어: Texas Toast)는 포장된 식빵의 종류이다. 일반적인 식빵의 두 배 정도의 두께를 가지고 있다. 샌드위치에 들어가는 등 다른 빵들과 비슷하게 사용되지만 바비큐 소스 등 습기가 있는 소스류의 음식이나 프렌치 토스트와 같은 토스트 종류에 사용되기도 한다. 주로 흰 밀가루로 만들어지며 많은 미국의 빵집에서 이 빵을 판매한다.
텍사스 토스트는 그 원산지인 텍사스주와 텍사스 주를 둘러싸고 있는 주들에서 유명하며 주로 사이드 디시로 제공된다. 또한 미국 남부에서는 텍사스 토스트를 메기 요리, 바비큐, 프라이드 치킨과 같은 남부 요리들과 함께 먹는다. 텍사스 토스트를 일부 샌드위치를 만드는 것에 쓰기도 한다.
가장 많이 팔리는 텍사스 토스트의 종류는 마늘과 치즈가 뿌려진 냉동 토스트이다. 어떤 레시피는 고기 음식을 구울 때 쓰인 프라이팬에 텍사스 토스트를 굽는데 이는 고기 음식을 굽는 중 프라이팬 위에 발생한 기름과 지방을 토스트에 흡수시켜서 고기 특유의 맛을 더하기 위해서이다.

## 같이 보기
- 프렌치 토스트
- 미국 요리
- 토스트
- 식빵
- 빵 목록